# 헌티드 힐 2
헌티드 힐 2(Return To House On Haunted Hill)는 미국에서 제작된 빅터 가르시아 감독의 2007년 공포, 스릴러 영화이다. 아만다 리게티 등이 주연으로 출연하였고 로이 샤론 등이 제작에 참여하였다.

## 출연

### 주연
- 아만다 리게티
- 세리나 빈센트

### 조연
- 에릭 팔라디노
- 톰 라일리
- 앤드류 리 팟스
- 제프리 콤스
- 길 콜리린
- 앤드류 프레빈
- 척키 베니스
- 조지 즈라타레브
- 옥사나 보르밧
- 에밀 마코브

## 제작진
- 미술: 케스 본넷
- 배역: 딘 E. 프롱크
- 배역: 질리언 하우저
- 배역: 도날드 폴 펨릭